# Lijst van Egyptische autosnelwegen

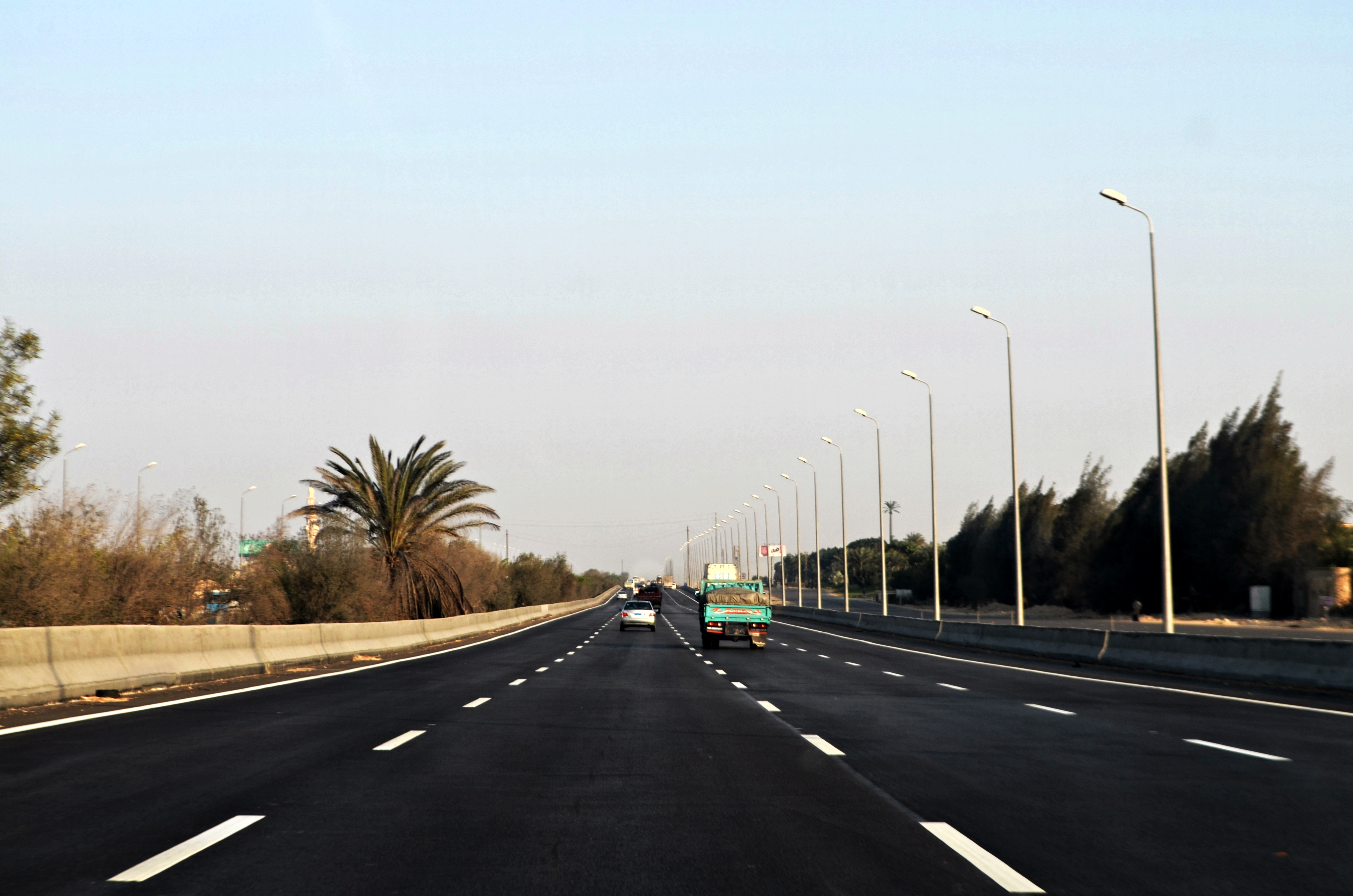
De Cairo-Alexandria Desert Road

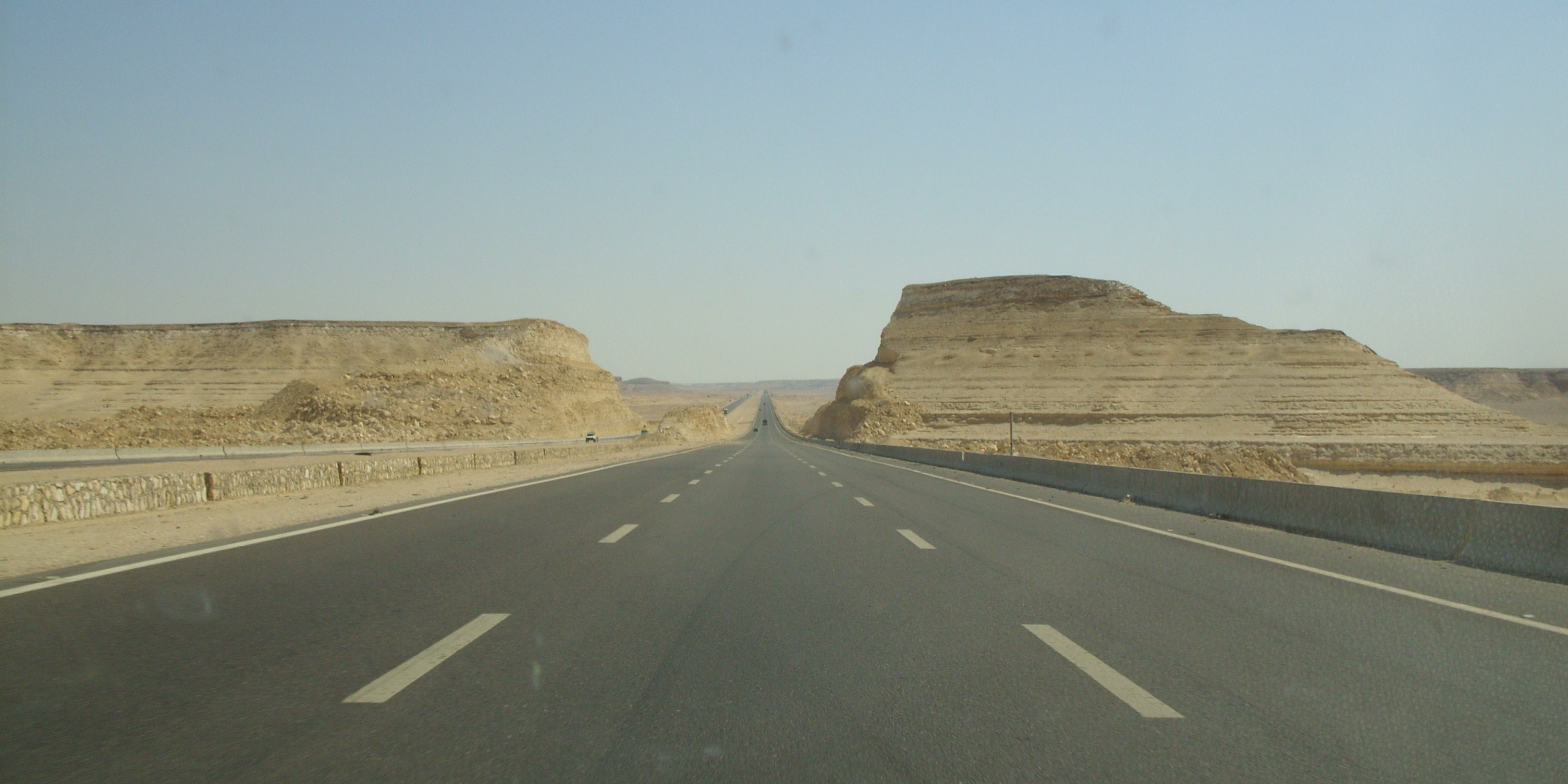
De Al Gesh Road

Hieronder volgt een lijst van autosnelwegen  in Egypte. Verschillende snelwegen maken deel uit van het Internationaal wegennetwerk van de Arabische Mashreq.
- Cairo Regional Ring Road (Arabisch: الطريق الدائري الإقليمي)  – Een ringweg van 400 kilometer tussen  Caïro, Gizeh, Qalyubia, Ash Sharqia, Monufia en Fayoum. De weg werd geopend op 9 september 2018.[1]
- Cairo Ring Road – Een ringweg van 103 kilometer om Caïro.[2]
- Middle Ring Road of Second Ring Road – Een gedeeltelijke ringweg om Caïro, van 156 kilometer lang. De snelweg werd aangelegd tussen 2016 en 2021.[3]
- Cairo-Alexandria Desert Road – Een weg met twee keer vier rijstroken, van 215 kilometer. Hij verbindt Caïro met Alexandrië.[4]
- International Coastal Road – Een weg van Alexandrië naar Port Said. De weg is 280 kilometer lang.[5]
- 30th of June Motorway of 30 June Axis (Arabisch: محور 30 يونيو) – Een weg van 95 kilometer, tussen Ismailia en Port Said.[6]
- Tanta-Alexandria Road – Een weg tussen Tanta en Alexandrië, van 111 kilometer.
- Al Gesh Road  of Cairo-Asyut Expressway – Een weg tussen Helwan en Asyut. De weg is 306 kilometer lang en verbindt ook Beni Suef met Minya.
- Cairo - Banha Motorway of Shoubra - Banha Freeway – Een weg van 39 kilometer tussen Caïro en Banha.[7]
- Cairo-Marsa Matruh Motorway – Een oost-westweg door de woestijn van 323 kilometer, van Caïro naar Marsa Matruh.[8]
- Sadat City-El Alamein Road – Een weg van 133 kilometer tussen Sadat City en El Alamein.
- Cairo-Suez Road – Een weg tussen Caïro en Suez, van 119 kilometer lang.[9]
- Cairo-Red Sea Road – Een weg tussen Caïro en de Rode Zee bij Ain Sokhna, van 107 kilometer lang.
- Upper Egypt Western Desert Highway (Arabisch: طريق الصعيد الصحراوي الغربي) – Een weg tussen Caïro en Al Qusiyyah, van 290 kilometer lang.[10]
- Cairo - Ismailia Desert Road – Een weg van 99 kilometer tussen Caïro en Ismailia.
- Al Zafarana - Beni Suef Motorway - Een weg van 155 kilometer tussen Al Zafarana en Beni Suef. De snelweg werd aangelegd tussen 2013 en 2016.[11]